# Lixella crassipes
Lixella crassipes is een keversoort uit de familie Endomychidae (zwamkevers). De wetenschappelijke naam van de soort werd in 1913 gepubliceerd door Paul de Peyerimhoff de Fontenelle.